# Lipoltice
Lipoltice település Csehországban, a Pardubicei járásban. Lipoltice Sovolusky, Brloh, Poběžovice u Přelouče, Přelouč, Jankovice, Choltice és Urbanice településekkel határos. Lakosainak száma 441 fő (2024. január 1.).

## Népesség
A település lakosságának változását az alábbi diagram mutatja:
| Lakosok száma | 578  | 602  | 588  | 433  | 422  | 342  | 423  | 423  | 426  | 441  |
|               | 1869 | 1890 | 1921 | 1950 | 1980 | 2001 | 2017 | 2019 | 2022 | 2024 |